# Warao

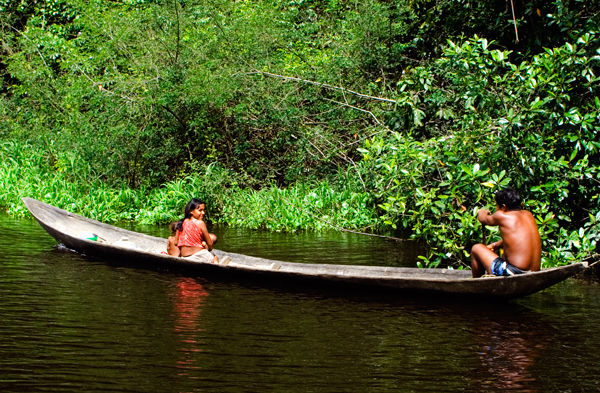
Rodzina Indian Warao w drewnianej łodzi (pirodze)

Warao (Warrau) – plemię Indian, zamieszkujące porośnięte wilgotnym lasem równikowym tereny delty Orinoko w północno-wschodniej Wenezueli i wschodniej Gujanie. W 1995 roku ich liczebność wynosiła ok. 25 tysięcy. 
W okresie prekolumbijskim Warao tworzyli złożoną organizację społeczną opartą na wodzostwach. Przez wieki oparli się próbom asymilacji i przymusowych wysiedleń. Zachowali własną kulturę, religię i silne poczucie odrębności etnicznej. 
Współcześnie Warao żyją w rozproszonych wioskach, w których budują domy na palach. Są wyznawcami kultu o charakterze szamanistycznym. Do ich tradycyjnych zajęć zalicza się rybołówstwo i zbieractwo, a w mniejszym zakresie także kopieniactwo. 